# Суконик, Александр Юльевич
Александр Юльевич Суконик (7 июля 1932, Одесса — 14 октября 2022, Нью-Йорк) — русский писатель.

## Биография
Родился в городе Одессе в семье представителей советского среднего класса. Его отец, Юлий Абрамович Суконик, был торговым работником, мать, Розалия Яковлевна Кауфман, пианисткой, позднее доцентом Одесской консерватории. Александра обучали игре на фортепьяно, но после Великой Отечественной войны он к фортепьяно не вернулся.
Когда началась война, семья эвакуировалась на Урал, в поселок Нижние Серги, потом в Свердловск, где отец работал диспетчером на Уралмаше, отгружая на фронт знаменитые танки Т-34. В мае 1944 года, вскоре после освобождения Одессы, Александр с матерью (отец оставался в Свердловске до конца войны) вернулся в родной город, где в 1949 году закончил среднюю школу и в 1955 году — Одесский Гидротехнический институт. Получил по распределению работу в конструкторском бюро, но, одержимый несбыточной фантазией стать кинорежиссёром, через год уволился и, чтобы иметь свободное время, начал преподавать в строительном училище.
Тогда же купил подержанный шестнадцатимиллиметровый Болекс и пришел на Одесскую телевизионную студию, которая в то время существовала в качестве эксперимента при Институте связи (у студии были залежи обратимой пленки, но не было кинокамеры). Не сняв до того ни одного кадра, Суконик предложил директору студии Игорю Кривохатскому себя в качестве кинооператора, они поехали в колхоз, где Суконик отснял, проявил (в дворовой уборной) и смонтировал часовой документальный фильм.
Он проработал на Одесской студии год, но, когда она стала официальным учреждением и были утверждены штаты, у него, человека без специального образования и связей, не было никакого шанса получить работу. К тому времени он понял, что с его несоветскими взглядами ему все равно не будет возможности проявить себя в кино и, поддерживаемый женой, стал писать прозу, как тогда называлось, «в стол». В 1959 году Суконик принес свои рассказы Борису Слуцкому, тот познакомил его с Юрием Трифоновым и Вадимом Кожиновым, который приезжал в том же году в Одессу. В последующие годы семья Сукоников (жена Инна и сын Михаил) с помощью квартирных обменов перебралась сперва в г. Красногорск, а потом в Москву. В Москве Суконик преподавал год теормеханику во Всесоюзном заочном инженерно-строительном институте, а затем был принят на Высшие курсы сценаристов и режиссеров. По окончании курсов ему удалось устроиться писать сценарии для учебных фильмов на студии Центрнаучфильм (таких, например, как «Низковольтное оборудование пассажирских вагонов» и т.п.). Гонорар за один сценарий позволял скромно жить и писать прозу целый год, однако через два года ему, как непечатающемуся писателю, перестали заказывать сценарии. Тогда же на основе родственности жизнеощущения возникла близкая дружба Сукоников с семьями Вадима Кожинова, Георгия Гачева и Сергея Бочарова.
Суконик продолжал писать рассказы и повести, которые, хотя и оценивались положительно такими людьми, как Владимир Максимов, редакторы «Нового мира» Ася Берзер и Инна Борисова, по-прежнему не публиковались.
Суконик эмигрировал в 1974 году. Его начали публиковать в различных эмигрантских журналах и газетах. Первая же публикация в «Континенте» его рассказа «Мой консультант Болотин» привела к внутриэмигрантскому скандалу, Суконик был обвинен в израильской прессе в антисемитизме, в его защиту выступили Солженицын и Максимов. Рассказы и статьи Суконика до перестройки публиковались, кроме «Континента», в эмигрантских газетах «Новое русское слово» и «Русская мысль», журналах «Вестник русского христианского движения», «Новый журнал», «Время и мы», «22». После перестройки рассказы и статьи Суконика публиковались в российских журналах «Новый мир», «Октябрь», «Знамя», «Литературное обозрение», «Волга», «Комментарии», «Иностранная литература», «Странник» и др. Начиная с 1990 года в России издательствами «Вся Москва»,  «Москва», «Аграф», «Языки славянской культуры» и «Время» были опубликованы книги Суконика: «Одесса, Москва, Нью-Йорк», «За оградой рая», «Театр одного актера», «Места из переписки», «Спаси нас, доктор Достойевски!», «Достоевский и его парадоксы», «Россия и европейский романтический герой», «Американский калейдоскоп».

## Творчество
Основная тема, которая проходит через все творчество Суконика, это тема трагической раздвоенности российского культурного мышления на то, которое он называет «византийским» (мышление, присущее допетровской России) и мышление европеизированного русского, породившее великую русскую культуру 18-го—20-го веков. В художественной форме эта тема наиболее полно отражена в романе «Спаси нас, доктор Достойевски!» с подзаголовком «Повесть о том, как византиец Гарик Красский эмигрировал в Афины и что из этого вышло». В форме эссе она наиболее полно исследуется в анализе центральной (по Суконику) сцены в романе Достоевского «Преступление и наказание», когда встречаются западник Раскольников, трактующий мировую историю по Гегелю, как цепь неизбежных идеологических революций на пути к раскрытию себя Абсолютным Духом (пришествию «Нового Иерусалима»), и славянофил Порфирий Петрович, которому такая идея истории отвратительна и который убежден, что она пагубна для России. Разница в упомянутых способах мышления, согласно Суконику, коренится в разном ощущении людьми разных культур и цивилизаций феномена времени. Европейская культура основана на ощущении времени как целенаправленного эволюционного процесса от «худшего» к «лучшему», от первого пришествия ко второму (процесса постепенного достижения не столько личного совершенства, сколько общественного). Такова двухтысячелетняя история христианской Европы, приведшая в наше время к невиданному по личному благополучию и правам человека гуманистическому общественному строю, называющемуся демократией. Но другие культуры и цивилизации (древнеегипетская, индийская, китайская) основывались на другом понимании времени, у них были свои периоды взлета и падения, но никогда эволюционного процесса «от и до». Для них существенно понятие личного совершенствования, но не общественного. И, как следствие, в то время, как европейская культура основана на т. н. «негативном» понятии свободы, когда все внимание устремлено на ограничения внешних свобод, как-то: свобода слова, передвижения, идейной позиции, в восточных странах упор делается на «положительную» свободу, то есть свободу внутреннюю, не зависящую от внешних обстоятельств (европейцы постоянно ездят в Индию учиться у восточных мудрецов тайне постижения внутренней свободы).

## Книги
- Одесса, Москва, Нью-Йорк (М.: «Вся Москва», 1990)
- За оградой рая (М.: «Москва», 1991)
- Театр одного актера (М.: «Аграф», 2001)
- Места из переписки (М.: «Языки славянской культуры», 2001)
- Спаси нас, доктор Достойевски! (М.: «Языки славянской культуры», 2010)
- Достоевский и его парадоксы (М.: «Языки славянской культуры», 2015)
- Россия и европейский романтический герой (М.: «Время», 2019)
- Two faces of Western Romantic Hero (Denver: «Outskirts Press», 2019)
- Американский калейдоскоп (М.: «Время», 2020)
- ЖУРНАЛЬНЫЕ И ГАЗЕТНЫЕ ПУБЛИКАЦИИ:
- Мой консультант Болотин («Континент» № 3, 1975)
- Встреча с приятелем («Новый журнал» № 119, 1975)
- Тень его профиля: Реминисценция на писанные когда-то школьные сочинения («Русская мысль», Париж, 1975; 23.10, 30.10)
- Урок Бахтина («Новый журнал» № 124, 1976)
- О религиозном и атеистическом сознании («Вестник РХД» № 4(123), 1977)
- Романс в прозе («Континент» № 15, 1978)
- Умные и глупые («Время и мы» № 29, 1978)
- Диалог на лестничной площадке («Время и мы» № 37, 1979)
- Письма Левы Гормана («Время и мы» № 39, 1979)
- На рассвете («22» № 16, 1980)
- Мастер и его Маргаретта («22» № 26, 1982)
- Lev Gorman’s letters (Midstream, Volume XXIX, January 1983)
- Апология господина Лимонова («22» № 53, 1987)
- Публицистика с уклоном в истерику («Странник» № 1, 1992)
- Сдобное тесто нашей духовности («Октябрь» № 5, 1994)
- Еще несколько слов о «Докторе Живаго»: С того берега («Знамя» № 6, 1994)
- Жизнь задним числом (Диалог культур: XXI век: Тезисы докладов и сообщений. Балашов: Изд-во БГПИ, 1996)
- Мисюсь, где ты? («Волга» № 11-12, 1996)
- Вариация на тему («Волга» № 5, 1999)
- Жизненный комментарий или… («Комментарии» № 21, 2001)
- The Productive Limitation of Art Photography (Raritan, Volume XXIII, Fall 2003)
- Мой постскриптум («Комментарии» № 24, 2003)
- Кого защитить и кого — пожалеть[7] («Лехаим» № 7, 2003)
- Бегство в изгнание («Первое сентября» № 78, 22.11.2005)
- О котах, философии и тишине жизни («Первое сентября» № 12, 24.06.2006)
- Пародия на экзистенциальный роман («Новый мир» № 2, 2007)
- Что такое сентиментальность? («Первое сентября» № 9, 12.05.2007)
- Вадим сквозь призму времени («Знамя» № 8, 2007)
- Условности и сентименты христианского романа («Иностранная литература» № 3, 2009)
- «Записки из Мертвого дома»: исследование силы и слабости воли человека («Достоевский и мировая культура», № 28, 2012)
- Реквием по шестидесятникам («Знамя» № 11, 2013)
- ПЕРЕВОДЫ:
- Симона Вейль. «Илиада, или Поэма о силе» («L’Iliade, ou le Poème de la force», 1941; «Новый мир» № 6, 1990[8])
- Генри Миллер. «Макс» («Волга» № 1, 1999)
- ПУБЛИКАЦИИ В СЕТЕВОМ ЛИТЕРАТУРНО-ФИЛОСОФСКОМ ЖУРНАЛЕ «ТОПОС»:
- Ухмыльчатый текст (24/05/2005)
- Мона Лиза СПИДа (11/07/2005)
- Как кур в ощип. Часть первая. Что такое любовь (31/07/2005)
- Как кур в ощип. Часть вторая. (19/10/2005, 23/10/2005, 25/10/2005, 31/10/2005)
- Фотография и искусство (24/11/2005)
- Мой постскриптум (Несколько слов на тему Высокого и Низкого) (11-12/01/2006)
- Сцена у Порфирия как ключ к идеологии романа «Преступление и наказание» (07/04/2017)
- Достоевский как маг стилистики волшебных зеркал (22/09/2020)